# 广州地铁26号线
广州地铁26号线是广州地铁规划中的地铁线路之一。线路途经广州的白云、天河、海珠、番禺、南沙五区和佛山的顺德区，将能进一步强化广州南北向的联系；同时线路与3号线平行布置，被委以为3号线分流的重任。

## 概况
广州地铁26号线总体呈南北向布置。根据当前线网规划，26号线起于太和站，沿大源北路、沙太路、广州大道、市广路和西环路布置，途经沙河、五羊邨、客村立交和祈福新邨等区域；向南至榄核镇后转向西进入顺德境内，经过德胜片区后止于容桂的马岗大道站。
26号线全线与3号线大致平行，且沿繁忙的广州大道行进，因而在另一平行线18号线快速化的背景下，被寄以有效分担3号线客流的厚望。根据目前规划，26号线在11号线环线范围内与1号线、5号线、8号线、10号线、12号线、13号线和25号线相交，但仅10号线和25号线明确可换乘26号线，较为不利的换乘条件使得26号线与线网各线的衔接情况不佳，可能限制其功能的发挥。
2022年公示的《广州市轨道交通线网规划（2018-2035年）》显示，26号线在广州境内的起讫站为太和至榄核，总长59.5公里；2024年公示的《佛山市城市轨道交通线网规划修编》中，26号线佛山境内为马岗至顺德学院，总长11.3公里。

## 历史
作为广州市南北向交通大动脉的广州大道和地铁3号线长期拥堵不堪，亟需大容量公共交通进行分担。2015年前后，为配合南沙自貿區发展，当局决定优先建设连接市区与南沙的18号线。该线市区段走向与3号线平行，起初被看作其姊妹线；但18号线按高速线路设计，设站数量受到限制，故分流效果极其有限。
2018年，10号线设在广州大道与金穗路交界的广州大道中站调整为换乘站，预留换乘新线，但当时未披露该新线走向信息。不久后公示的海珠湾（沥滘片区）控规调整方案，沿广州大道行走的“广州大道线”首度出现。
2019年4月，广州市规划部门接受媒体查询时，首次确认正计划在线网规划修编方案中新增沿广州大道走廊布置的南北向线路，以期分流3号线的通勤客流。随后该线编号被定为26号线。2020年，顺德区启动引入26号线详细方案的研究。
2021年9月，广州市交通局发布《广州市交通运输“十四五”规划》，将26号线一期（太和－榄核）列入广州市“十四五”规划的策划项目，预计本线有机会进入下一轮线网建设规划中。此后，顺德方面亦争取26号线顺德段一并纳入广州新一轮轨道交通线网规划。
2024年10月，26号线顺德段（马岗大道-顺德学院-广佛边界）开始首次环评公示。

## 车站
目前26号线的具体设站情况并不明确。根据线路走向，26号线与其它线路换乘的车站或有：
- 太和站：换乘14号线。14號線建設時未作出預留，換乘方式未知。
- 同和站：换乘3号线。3號線建設時未作出預留，換乘方式未知。
- 京溪路站：换乘18号线和29号线。与18号线为叠落站台换乘，18号线建设时将预留本线站台；29号线為遠期線路，換乘方式未知。
- 沙河站：换乘6号线与11号线。6號線和11號線建設時已作出預留，換乘方法未知。
- 杨箕东站：换乘10号线。10號線建設時已同步預留本線的換乘功能，但根据最新规划，不确定是否与之换乘。
- 二沙島東站：换乘25号线。兩線皆為遠期線路，換乘方式未知。
- 上涌站：换乘11号线。11號線建設時未作出預留，換乘方法未知。
- 上漖站：换乘19号线。兩線皆為遠期線路，換乘方式未知。
- 群贤路站：换乘佛山4号线。兩線皆為遠期線路，換乘方式未知。
- 钟村站：换乘7号线。7號線建設時未作出預留，換乘方式未知。
- 市广路站：换乘22号线。22號線建設時未作出預留，換乘方式未知。
- 沙湾镇站：换乘17号线。兩線皆為遠期線路，換乘方式未知。
- 榄核站：换乘32号线。兩線皆為遠期線路，換乘方式未知。
- 顺德学院站：换乘佛山3号线。佛山3號線建設時未作出預留，換乘方法未知。
- 德胜站：换乘佛山13号线。兩線皆為遠期線路，換乘方式未知。
- 德胜西路站：换乘佛山11号线。兩線皆為遠期線路，換乘方式未知。
- 马岗站：换乘17号线。兩線皆為遠期線路，換乘方式未知。